# Лоши момци (филм из 2022)
Лоши момци (енгл. The Bad Guys) је амерички 3D рачунарско-анимирани криминалистичко-хумористички филм. Филм је лабаво заснован на серијалу дечјих књига истог имена, аутора Арон Блејби, који је продуцирао DreamWorks Animation-а и дистрибутера Universal Pictures-а. Филм је режирао Пјер Перифел (у свом редитељском дебију), који је написао сценарио са Итан Коен. Гласове позајмљују: Сем Роквел, Марко Марон, Аквафина, Крејг Робинсон, Ентони Рамос, Ричард Ајоад, Зази Битз, Алекс Борштајн и Лили Синг. Прича о групи криминалних животиња које се, након што су ухваћене, претварају да покушавају да се промене као узорни грађани, само да би њихов вођа открио да је истински привучен да и он промени свој начин живота, јер нови зликовац има своје планове.
Universal Pictures је објавио филм у биоскопима у САД 22. априла 2022. године, а Taramount Film у биоскопима у Србији 28. априла исте године са синхронизацијом на српски језик.

## Радња
Нико никада није био тако неуспешан у покушају да буде добар као ЛОШИ МОМЦИ.
У новој акционој комедији из студија Дримворкс Анимејшн, заснованој на серији најпродаванијих књига Њујорк Тајмса, крими екипа животињских одметника покушаће своју најизазовнију превару до сада — да постану узорни грађани.
Никада није постојао пет пријатеља тако озлоглашених као Лоши момци— полетни џепарош господин Вук (добитник Оскара Сем Роквел), стручњак за сефове господин Змија (Марк Марон), опуштени мајстор прерушавања господин Ајкула (Крег Робинсон), краткофитилни господин Пирана (Ентони Рамос) и вешта хакерка оштрог језика, госпођа Тарантула (Аквафина), позната као „мреже“.
Али када је, након година безбројних пљачки и ношења наслова најтраженијих зликоваца на свету, банда коначно ухваћена, господин Вук склапа договор (који нема намеру да одржи) да их све спаси из затвора.
Под туторством свог ментора професора Мармеладе (Ричард Ајоади), арогантног (али љупког!) заморца, Лоши момци почињу да заварају свет да су се трансформисали. Успут, међутим, господин Вук почиње да сумња да му истинско чињење добра може дати оно за шта је увек потајно жудео: прихватање. А када нови зликовац запрети град, може ли господин Вук да убеди остатак банде да постану... Добри момци?

## Гласовне улоге
| Улога          | Изворни глас   | Српски глас         |
| -------------- | -------------- | ------------------- |
| Вук            | Сем Роквел     | Марко Марковић      |
| Змија          | Марк Марон     | Драган Вујић        |
| Ајкула         | Крег Робинсон  | Александар Глигорић |
| Пирана         | Ентони Рамос   | Милан Антонић       |
| Тарантула      | Аквафина       | Ђурђина Радић       |
| Мармелада      | Ричард Ајоади  | Милан Тубић         |
| Дајана Лисичић | Лили Синг      | Јелена Јовичић      |
| Мисти Лагинс   | Алекс Борштајн | Душица Новаковић    |